# Catanthera sleumeri
Catanthera sleumeri är en tvåhjärtbladig växtart som beskrevs av Madhavan Parameswarau Nayar. Catanthera sleumeri ingår i släktet Catanthera och familjen Melastomataceae. Inga underarter finns listade i Catalogue of Life.